# Phrynobatrachus asper
Espèce
Statut de conservation UICN

 VU  : Vulnérable
Phrynobatrachus asper est une espèce d'amphibiens de la famille des Phrynobatrachidae.

## Répartition
Cette espèce est endémique de l'Est de la République démocratique du Congo. Son aire de répartition concerne uniquement les montagnes de la région d'Itombwe dans la province du Sud-Kivu. Elle est présente au-dessus de 2 400 m d'altitude,.

## Publication originale
- Laurent, 1951 : Deux reptiles et onze batraciens nouveaux d'Afrique centrale. Revue de Zoologie et de Botanique Africaines, vol. 44, p. 360-381.